# Durian cibetkový
Durian cibetkový (Durio zibethinus) je stálezelený tropický strom se žlutými oboupohlavnými květy z čeledi slézovité (Malvaceae) pocházející z Malajsie. V současné době se pěstuje hlavně v jihovýchodní Asii (Malajsie, Indonésie, Indočína) pro ovoce, v menší míře se používá jako zelenina. Durian se vyznačuje kauliflorií, kdy květy vyrůstají přímo na větvích a kmenech. Kvete od března do dubna, dozrává 3-4 měsíce po odkvětu. Plodem je šedozelená pukavá tobolka s pěti švy. Má ježkovitý vzhled a až 5 kg. Míšek plodu se podává syrový, nebo se připravuje s rýží v pokrmu zvaném „lempog“. Semena se pojídají pražená.

## Původ
Durian cibetkový je původem z Malajsie. Durian je v jihovýchodní Asii známý a konzumovaný již od prehistorických dob, ale západnímu světu je znám okolo 600 let. Prvním známou evropskou zmínkou o durianu je záznam Niccolò Da Contiho, který cestoval do Jihovýchodní Asie v 15. století. Portugalský lékař Garcia de Orta popsal durian ve svazku Colóquios dos simples e drogas da India, vydaném v roce 1564. Durian byl poprvé v 16. století dovezen Portugalci na Cejlon. V roce 1741 byl publikován herbář Amboinense, německým botanikem Georgem Eberhardem Rumpfem, který obsahoval nejpřesnější a nejdetailnější popis durianu za celé století. Rod Durio má kompletní taxonomické zařazení, které však od dob Rumpfa prošlo několika úpravami. Během časných stádií jeho taxonomického studia totiž docházelo k záměnám s anonou ostnitou (Annona muricata), také známou pod názvem guanabana, protože oba plodí zelené ostnaté ovoce. Zajímavostí je, že malajské jméno pro anonu ostnitou je Durian belanda, což v překladu znamená Durian holandský. V 18. století uvažoval Johann Anton Weinmann o zařazení durianu k rodu kaštanovník, a to z toho důvodu, že jeho plody jsou podobné plodům jírovce maďalu.

## Rozšíření
Jedná se o tropický druh, který se v současné době pěstuje hlavně v jihovýchodní Asii (Malajsie, Indonésie, Indočína, Filipíny), v Papui Nové Guineji roste jen výjimečně. Vyskytuje se také v Americe, ale pouze v botanických zahradách (první sazenice byly poslány z Královské botanické zahrady v Británii do zahrady Auguste Saint-Arroman of Dominica v roce 1884). Většinou je pěstován, zřídka roste planě a komerčně se pěstuje zhruba od poloviny 20. století. Jedná se o druh lokálního významu.

## Botanická charakteristika
Je to stálezelený strom dorůstající výšky 20–40 m, se středně hustou, zaoblenou korunou. Kmen je bez ostnů, s průměrem do 1 m. Vnější borka je šupinatá, zabarvená do hněda, až hnědo-fialova. Vnitřní borka je načervenalá, až karmínová. Na příčném řezu kmenem se postupně střídají barvy od téměř bílého dřeva, až po temně hnědé lýko. Borka a dřevo slabě zapáchají a nevylučují žádný sekret. Listy jsou střídavé, vejčité a lesklé. Listová čepel je kolem 18 cm dlouhá, 6–9 cm široká a její tloušťka se pohybuje mezi 0, 4–0,5 mm. Na spodní straně listů se nachází hnědavé trichomy o průměru nejvýše do 0,5 mm. Oboupohlavné žluté květy jsou umístěny květenstvích na dlouhých stopkách, vyrůstají ve svazečcích po 3–10 přímo ze silnějšich větví nebo kmene a objevují se až po sedmém roce života. Obvykle se nacházejí ve výšce 8 m nad zemským povrchem a výš. Skládají se z pětizubého kalichu, který je podepřený 2 - 3 lístky kalíšku a bělavé, světle žluté nebo růžové pětipláteční koruny. Tyčinek je značný počet a jsou na spodní straně srostlé v 5 svazků; pětipouzdrý svrchní semeník se zužuje v jednoduchou čnělku, zakončenou paličkovitou bliznou (tzv. ramiflorie). V průběhu kvetení páchnou. Způsob opylení není ještě zcela probádán, má se však za to, že opylení provádějí včely a netopýři. Z jednoho květenství dozrává až 5 plodů. Plodem je šedozelená pukavá tobolka velikosti 25x10 cm s 5 švy, tvrdým oplodím a hustými ostny kuželovitého tvaru, díky kterým vypadá jako středověká válečná zbraň. Může vážit 2–5 kg. Nezralé plody jsou zelené, dozráváním však žloutnou, až hnědnou. Strom plodí 1-2× do roka. Žlutozelená, masitá dužina obsahuje 2-6 světle hnědých semen.

## Využití

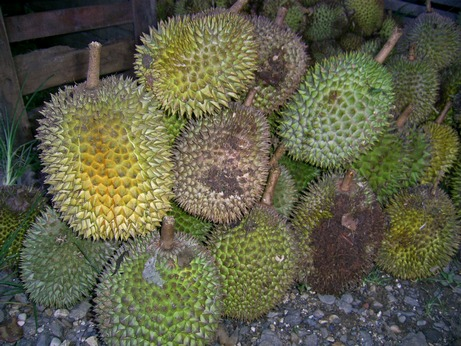
Durian na tržišti v Muara Lawa v Indonésii

Durian se pěstuje především jako ovocný strom, ve své domovině velice ceněný. V prvé řadě se využívá za syrova žlutobílý míšek obsahující až 18 % sacharidů hlavně v podobě škrobu. Dále se konzumuje nakvašený arillus zapečený v rýži zvaný právě v jihovýchodní Asii jako „lempog“. Velice populární je také jeho konzumace v podobě zmrzliny, která se vyrábí smícháním durianového pyré, spolu se smetanou, jogurtem, medem v poměru 1:1 a dochucuje se vanilkovou esencí. Dále se využívá k výrobě džemu nebo šťávy, která se pije s kokosovým mlékem. Pojídána jsou též pražená semena. Dužina se též někdy konzumuje jako zelenina. Přičítají se jí afrodiziakální účinky. V dužině jsou rovněž obsaženy alkaloidy, které reagují s alkoholem a konzumace alkoholu záhy po pozření durianu navozuje pocit nemoci.
Dřevo durianu je měkké, sušením se smršťuje a rychle podléhá rozkladu. Z tohoto důvodu se téměř nevyužívá.

## Chuť a zápach
Navzdory faktu, že chuť a zápach jsou velice individuální vjemy, valná většina lidí se shodne na tom, že durian velice silně zapáchá. Tento odér je těžko definovatelný, nejčastěji je však přirovnáván ke shnilé cibuli, česneku, výkalům, limburskému sýru
(belgická obdoba Romaduru) nebo zápachu přezrálé gorgonzoly ve vyhřáté místnosti. V Singapuru je s ním dokonce zakázáno vstupovat do prostředků veřejné dopravy a na tržištích obvykle nepotřebuje reklamu, neboť se o jeho přítomnosti ví v širokém okolí, což částečně tvoří atmosféru asijského trhu. Chuť durianu přirovnává dávný popis k vanilkovému krému, protaženému kanalizační rourou. Konzistencí se plod podobá řídkému pudinku nebo krému. Chuť je sladká, jemná a přitažlivá,
vzdáleně může připomínat banán, vanilkový pudink nebo krém z jedlých kaštanů.

## Stanovištní podmínky
Durianu vyhovují především vlhké rovníkové tropy, kde je domovem. Roste do 800 m n. m. Teplota nesmí klesnout pod 15 °C, dobře roste při teplotě 24-26 °C. Průměrné roční srážky v oblasti činí 2000–4000 mm. Roste hlavně na hlubokých, těžších půdách.

## Agrotechnika
Pěstuje se za obdobných stanovištních podmínek jako ve volné přírodě. V zahradách se vysazuje ve sponu 12x12 m (70 stromů na hektar). Kvete od března do dubna a plody následně dozrávají 3-4 měsíce po odkvětu.

### Rozmnožování
Durian se nejčastěji rozmnožuje semeny. Ta se vysévají okamžitě po exstirpaci z plodů, protože rychle ztrácí viabilitu. Klíčí asi 8. - 10. den po výsevu. Občasně se též D. zibethinus očkuje na semenáče vlastního druhu.

## Výnos
Vzhledem k tomu, že se nejedná o významnější ovocný druh, není produkce durianu sledována ve světovém měřítku. V literatuře se pouze uvádí výnos 45-60 plodů na strom za rok.